# Japanskt teckenspråk

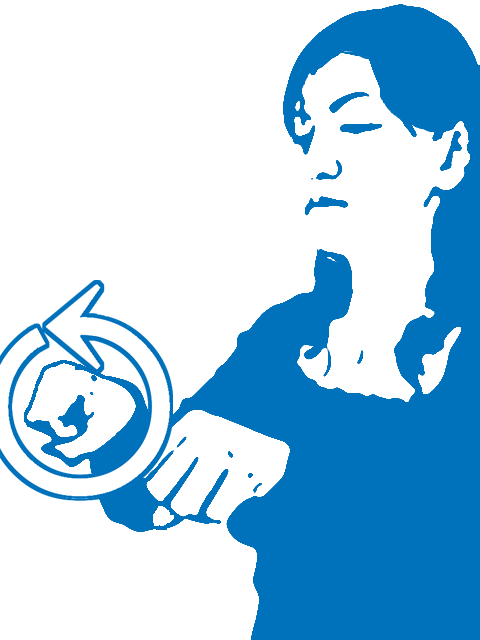
Substantivet "cykel" på japanskt teckenspråk.

Japanskt teckenspråk (japanska 日本手話, Nihon Shuwa) är ett teckenspråk som används av den döva gemenskapen i Japan. Språket anses vara stabilt.
Det liknar mycket de taiwanesiska och koreanska teckenspråken. Orsaken till detta kan vara att Japan ockuperade både Korea och Taiwan mellan 1895 och 1945. Under denna tid skickades det lärare från Japan för att grunda skolor för de döva. Till exempel är taiwanesiska och japanska teckenspråkens lexikon till 60 % likadana.
Språket används av ungefär 50 000 enligt statistik från 2006.
År 1862 skickades det observatörer till Europa för att lära sig om de döva. De såg skolor för döva och hur man kommunicerade med teckenspråk på arbetsplatser. De första dövskolorna öppnades i samma fastigheter där det redan fanns skolor för de synskadade. De två fick sina egna skolor under Taishōperioden.